# Zinaida Jioară
Zinaida Jioară (n. 6 aprilie 1977, Cucuruzeni, raionul Orhei) este o administratoare sportivă moldoveancă, fiind prima și totodată singura femeie președinte a unui club de fotbal din Republica Moldova. Între 2008 și 2013 a fost președintele clubului de fotbal Dacia Chișinău, iar anterior activase și la Zimbru Chișinău.
Zinaida Jioară a absolvit Colegiul Financiar-Bancar  (specialitatea: Evidența financiară și contabilitate), Academia de Studii Economice (specialitatea: Evidența financiară și audit), Academia de Muzică, Teatru și Arte Plastice (specialitatea: Management Artistic).